# PublishNews
PublishNews é um portal especializado em notícias e informações sobre a indústria do livro. Foi criado em 20 de julho de 2001 pelo editor e consultor Carlo Carrenho. O PublishNews publica a lista de mais vendidos mais completa e sua aferição é considerada pelas editoras a mais confiável do país, sendo uma referência para os livreiros brasileiros. O site possui uma newsletter diária e gratuita que já conta com 13 mil assinantes. Desde janeiro de 2013, o editor-chefe do PublishNews é o jornalista e dramaturgo Leonardo Neto.

## A lista de mais vendidos
A lista de mais vendidos do PublishNews foi publicada pela primeira vez em 19/09/2010. Desde então, é publicada ininterruptamente toda sexta-feira. Sua aferição é considerada pelas editoras a mais confiável do país, sendo uma referência para os livreiros brasileiros.

## Presença internacional
O PublishNews publica anualmente, desde 2012, o Global Ranking of the Publishing Industry, em parceria com Livres Hebdo, The Bookseller, buchreport e Publishers Weekly. O relatório é o resultado de uma pesquisa realizada pelo consultor austríaco Ruediger Wischenbart e traz uma análise do ranking dos maiores grupos editoriais do mundo.
Com os mesmos parceiros, também desde 2012, o PublishNews realiza o CEO Talk na Feira do Livro de Frankfurt, que já teve entre seus convidados executivos como Brian Murray e Marcus Dohle.